# SN 2002hd
SN 2002hd – supernowa typu Ia odkryta 24 października 2002 roku w galaktyce M-01-23-08. W momencie odkrycia miała maksymalną jasność 18,00m.